# Раямяки

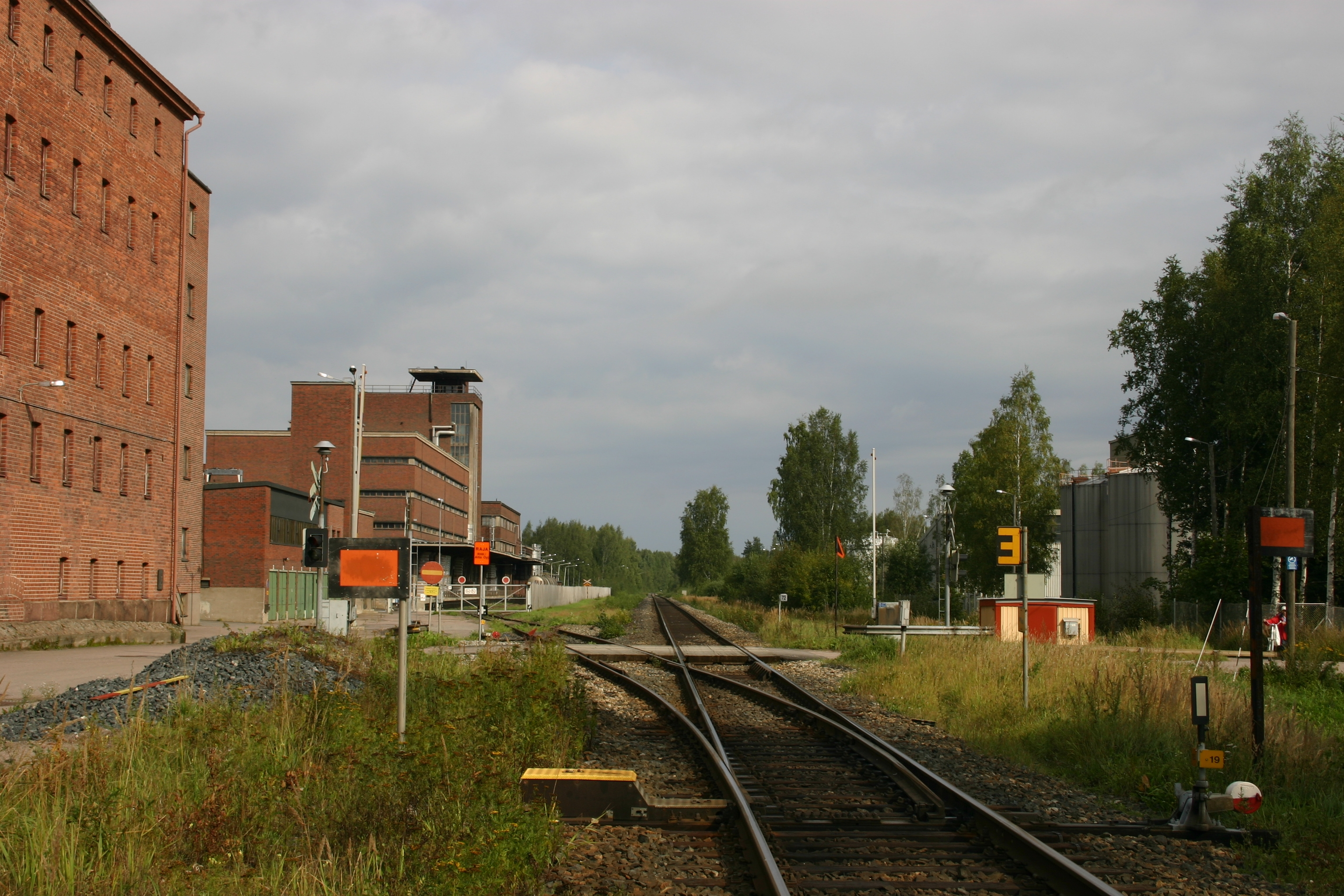
Райямяки

Ра́ямяки (фин. Rajamäki) — деревня на юге Финляндии. Входит в состав общины Нурмиярви. Население составляет около 7000 человек по состоянию на 2010 год. Основана в 1888 году.
На территории населённого пункта находится старый лютеранский храм, рядом с Райямяки расположена железнодорожная станция. Имеется также средняя школа с углублённым преподаванием физической культуры (с особым акцентом на флорбол).
Раямяки известна также винным заводом «Altia».

## В искусстве
- В романе Алексиса Киви «Семеро братьев» упоминается «раямякский полк».